# El Hacaiba
El Hacaiba là một đô thị thuộc tỉnh Sidi Bel Abbès, Algérie. Dân số thời điểm năm 2002 là 2.538 người.